# Tom Hardy
Edward Thomas Hardy (Hammersmith, Londres, 15 de septiembre de 1977) conocido como Tom Hardy, es un actor inglés. Hardy es un actor de método. Su debut llegó en la película Black Hawk Down (2001). Desde entonces ha sido nominado por sus trabajos al Premio Óscar al Mejor Actor de Reparto, en dos ocasiones al Premios de la Crítica Cinematográfica y otras dos a los Premios de Cine de la Academia Británica, así como, ha sido galardonado con un Premio BAFTA a la estrella emergente del 2011.Las actuaciones que más reconocimiento le han otorgado son Eddie Brock en Venom (2018) y sus secuelas Venom: Let There Be Carnage (2021) y Venom: The Last Dance (2024), a Bane en The Dark Knight Rises (2012) y a Mad Max en Mad Max: Fury Road (2015). Entre sus actuaciones más aclamadas se incluyen The Revenant (2015) por el que obtuvo una nominación al Óscar, Warrior (2011), Legend (2015), Bronson (2008), Tinker Tailor Soldier Spy (2011), Lawless (2012) The Drop (2014), Stuart: A Life Backwards (2008), Inception (2010) y Dunkerque (2017). En televisión, produjo y protagonizó la serie Taboo (2017-2022), donde interpretó a James Delaney y se destaca su papel de Alfie Solomons en la serie dramática histórica Peaky Blinders (2014-2022).
Actuó en teatros británicos y estadounidenses entre 2003 y 2010, y por ello fue nominado para el Premio Laurence Olivier al debutante más prometedor por su papel de Skank en la producción de In Arabia We'd All Be Kings (2003) y fue galardonado con el Premio Evening Standard Theatre 2003 como debutante destacado por sus actuaciones en ambas obras In Arabia We'd All Be Kings y en Blood, en la que interpretó a Luca. Protagonizó la producción de The Man of Mode (2007) y recibió críticas positivas por su papel en la obra The Long Red Road (2010). Dirige junto a su padre Edward John Hardy la compañía de teatro independiente Shotgun y productora cinematográfica Hardy Son & Baker.
Nacido y criado en Londres, Hardy es filántropo, vegano y activo en el Movimiento de liberación animal y en diversas obras benéficas. Nombrado desde 2018 Caballero de la Excelentísima Orden del Imperio Británico. y nombrado el actor británico más querido por el público del siglo XXI.

## Biografía

### Primeros años
Edward Thomas Hardy nació Hammersmith, un distrito de Londres, aunque creció en el londinense East Sheen. Su madre Elizabeth Anne Barret, de ascendencia irlandesa, de profesión pintora, y su padre Edward John 'Chips' Hardy, novelista, guionista, dramaturgo y director creativo.
Hardy fue educado en colegios y centros de clase media-alta de Londres, estudió en primer lugar la primaria en el Reed's School y su educación continuó en el Tower House School, luego en Richmond Drama School y posteriormente en el Drama Centre London que forma parte del Central Saint Martins. Tuvo una juventud complicada dentro de su entorno burgués londinense, ya que a los once años recibió la visita en su colegio de un policía que les advirtió de los peligros de esnifar pegamento, y lejos de aterrarle, le pareció interesante el probarlo, y ahí se inició en el consumo de drogas alucinógenas. Con quince años, le diagnosticaron “una psicopatía infantil”. A los dieciséis, bebía alcohol y fumaba crack cuando sufría de ansiedad por la distimia. «Perdí el control y tengo suerte de no haber sufrido un accidente o terminado en prisión». Con su éxito, en 2001, las drogas y el alcohol comenzaron a desvariar su vida, impulsado por su ansiedad constante ante la reciente fama. En 2003, se despertó en medio de una calle del Soho, en Londres, sobre un charco de vómito y sangre, y en ese momento ingresó en rehabilitación 28 días de inmediato para apartarse de las adicciones e iniciar tratamiento psicológico para enfrentarse a la depresión.«Sin entrar en detalles, digamos que de los 12 a los 19 fui un chico malo, y me disculpo por ello».
Estudió arte dramático en la Richmond Drama School y en el Drama Centre London. Uno de sus profesores el actor británico Anthony Hopkins.

### Vida privada

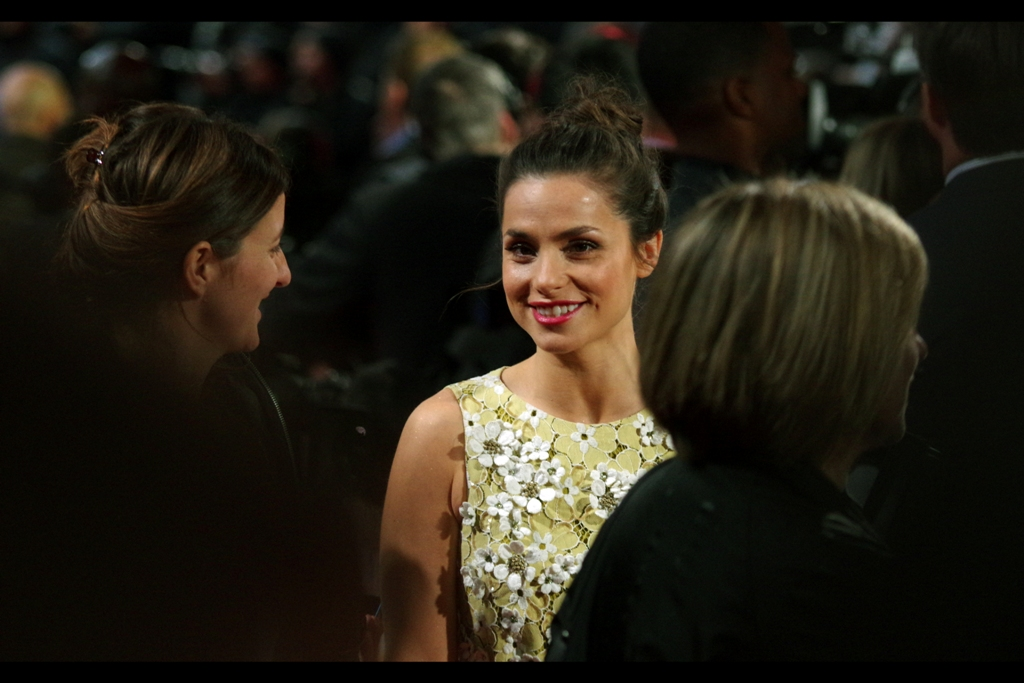
La actriz inglesa Charlotte Riley, mantiene una relación sentimental desde 2009 con Tom, se comprometieron en 2010, contrajeron matrimonio el 4 de julio de 2014 y tienen dos hijos en común.

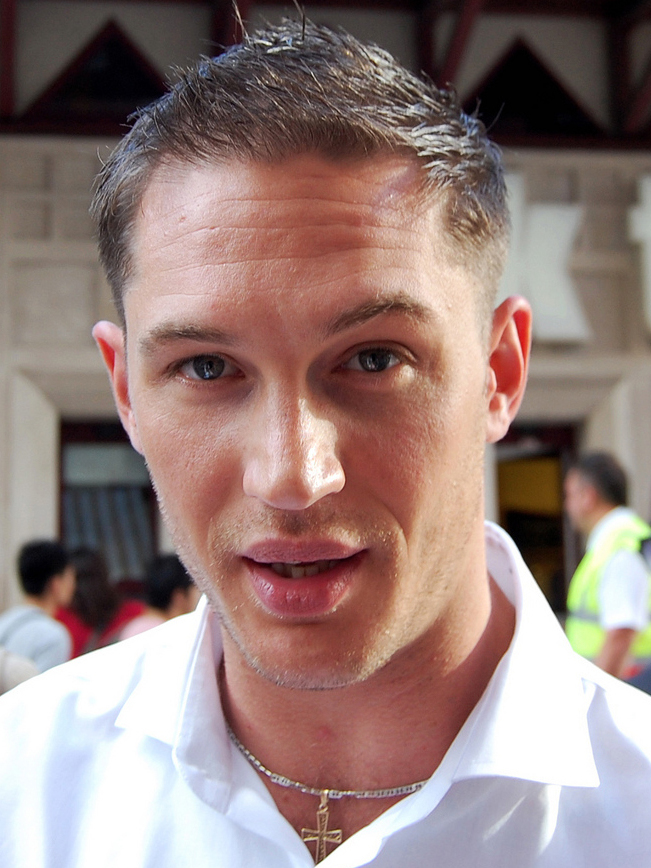
Tom Hardy en el estreno de Inception en Londres en julio de 2010.

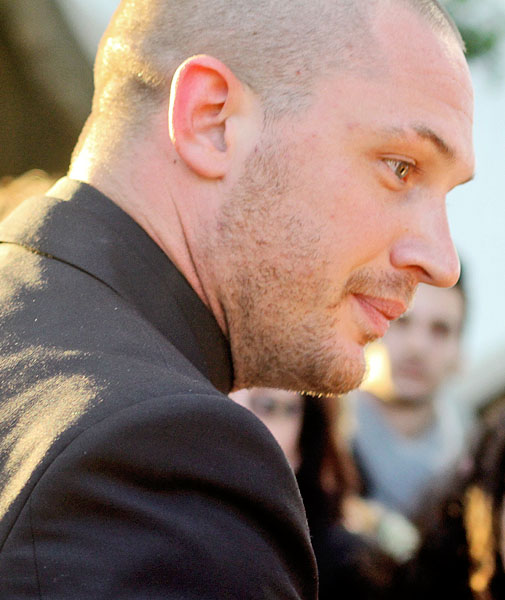
Tom Hardy en el estreno en Londres de Tinker Tailor Soldier Spy en septiembre de 2011.

Hardy vive desde 2013 en una propiedad georgiana en Richmond, al suroeste de Londres. Respecto a su vida amorosa, estuvo casado con la productora Sarah Ward desde 1999 hasta que se divorciaron en 2004.Conoció a la asistente de dirección Rachael Speed en el set de rodaje de The Virgin Queen en 2005, y tuvieron un hijo el 8 de abril de 2008 llamado Louis Thomas Hardy. antes de separarse en 2009.Ese año, en 2009, Hardy comenzó una relación con la actriz Charlotte Riley después de conocerse en el set de Wuthering Heights; se comprometieron en 2010 y se casaron el 4 de julio de 2014 en el sur de Francia y tienen dos hijos; el primer niño, nació en octubre de 2015 y el segundo, Forrest Hardy, nació en diciembre de 2018.
Además del inglés y del gaeilge, habla fluidamente francés, ya que vivió en Francia por el trabajo de su padre.
De joven, sufrió un accidente con un cuchillo mientras cocinaba, cortando por error un tendón flexor de la mano derecha, tuvo que ser intervenido quirúrgicamente en tres ocasiones para evitar perderlo y poder cerrar el puño, a consecuencia, su dedo meñique se ha quedado en estado permanentemente doblado.
Hardy tiene gran parte del cuerpo tatuado; "El primero llegó a los 15 años, un leprechaun, en honor a mi abuela, y porque me gustó su actitud peleona, con los puños levantados. A los 17 llegó el segundo, porque tienes que tener más de uno, y así hasta ahora". a lo que se refiere él mismo como un mapa de vida, incluidos algunos tribales, la bandera de la Union Jack sobre su pecho izquierdo o las palabras “Figlio Mio Bellissimo” (mi hermoso hijo), que le cruzan el pecho en honor a su hijo Louis o “Padre Fiero” (padre orgulloso) en la clavícula izquierda. Una estrella en el hombro izquierdo al enterarse de que su primer hijo estaba en camino. En el bíceps derecho lleva tatuado “Leo knows all” (Leo lo sabe todo), por perder una apuesta con Leonardo DiCaprio que no iba a estar nominado a un Oscar. En honor a su exesposa Sarah Ward, tiene escrito “Till I die SW” (Hasta que yo muera) en el costado de su estómago, y un dragón en su brazo izquierdo -“Eso es lo que se llama un tatuaje erróneo”, afirmó. También tiene la frase “Charlie's Angel” en su hombro. Tom le prometió a su representante Lindy King que si lo llevaba a Hollywood, se tatuaría su nombre, el cual también lo lleva en un brazo. También lleva tatuado el retrato de una Madonna acunando a un bebé y justo debajo el horizonte de Londres con los edificios más emblemáticos. También lleva varias Single Cross. Se hizo un gran tatuaje del hocico de un pitbull en el lado izquierdo de la espalda en memoria de su perro Max. El número de la Infantería de Marina del padre de su mejor amigo Patrick, está escrito en su clavícula derecha. También hay un cuervo que parece tener un murciélago dentro inscrito en su pecho que simboliza las dos películas que le dieron reconocimiento mundial: Mad Max y The Dark Knight Rises. The Revenant lo inspiró a tatuarse un lobo en el antebrazo, un cuervo en el pecho y un sagrado corazón entintado hacia la axila izquierda.En su pecho derecho porta dos máscaras entintadas de comedia y tragedia, y sobre las máscaras las palabras “Smile Now, Cry Later”. Tiene un escorpión tribal entintado en la parte superior izquierda de la espalda. Una calavera con un sombrero entintado en su brazo izquierdo. Dos pájaros volando en el lado derecho de su cuello. “O&R” entintado en su bíceps derecho, esta inscripción significa "Observar y reflexionar", cual afirma que este es su lema de vida.
En deporte, practica boxeo, muay thai, Jiu-jitsu brasileño, capoeira y coreografías de combate.
Desde 2013, su amigo el especialista de cine neozelandés Jacob Tomuri es oficialmente su actor doble en las escenas de riesgo, trabajando juntos en las películas; Mad Max: Fury Road, Legend, The Revenant, Venom, Venom: Let There Be Carnage y en Havoc«Jakey y yo somos la misma persona desde Mad Max. Hacemos todo juntos. Él es el que planta la cara y yo soy el que la arranca. Si el papel exige aterrizar en su cara, ese es Jakey.» Es íntimo amigo de la guionista y productora británica Kelly Marcel, tras conocerse en Battersea mientras Hardy daba un taller de actuación. Ambos han trabajo juntos en varias ocasiones. Marcel realizó reescrituras no acreditadas para la película Bronson (2008) que Hardy protagoniza, al igual que escribió y produjo junto con Hardy, los guiones de la trilogía Venom. Tom tiene un tatuaje con la palabra «Skribe» en tributo a Marcel.
Hardy fue condecorado Caballero de la Excelentísima Orden del Imperio Británico, por su trabajo tanto dentro como fuera de la pantalla. Fue a manos del príncipe Carlos, en una ceremonia en el Palacio de Buckingham que tuvo lugar en junio de 2018. Hardy es un amigo personal de la familia real, ya que fue invitado a la Boda real entre Enrique de Sussex y Meghan Markle y compartió un cameo con Harry y William en Star Wars: Episode VIII – The Last Jedi (2017), que nunca llegó a la cinta final, pero se dejó en el contenido de video casero adicional.

## Trayectoria profesional

### Década de 2000

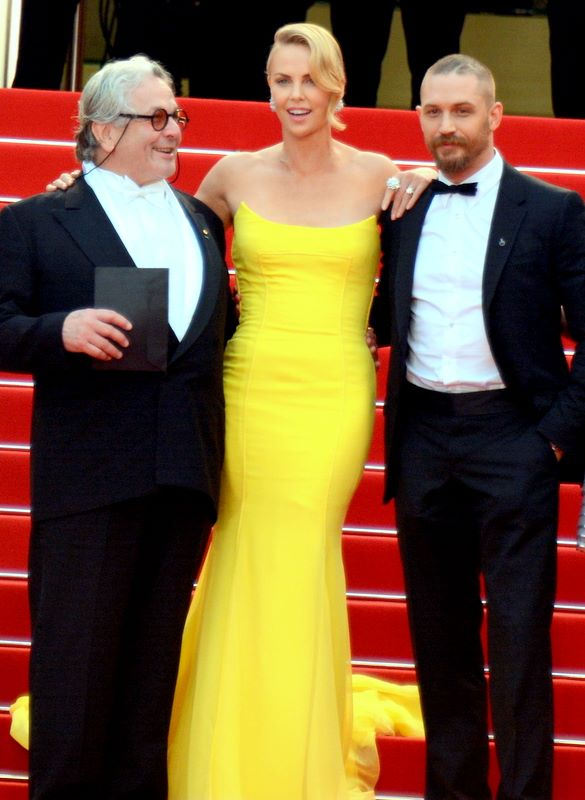
Tom Hardy (derecha) con George Miller y Charlize Theron en la alfombra roja promocionando Mad Max: Fury Road en el Festival de Cine de Cannes en 2015.

Al mismo tiempo que se graduaba en prestigiosas escuelas de teatro, Hardy empezó su carrera como modelo con 21 años proclamándose el vencedor en el concurso Find Me a Supermodel (1998) del programa de The Big Breakfast que le abrió las puertas de un contrato con la agencia Models One.
Hardy tuvo una breve temporada como rapero y productor de hip hop con su amigo Edward Tracy, bajo el nombre "Tommy No 1 + Eddie Too Tall", con quien grabó un mixtape llamado Falling On Your Ass en 1999, que permaneció inédito hasta 2018. Falling on your ass fue grabado por el ahora actor a la edad de 22 años, en esos entonces se hacía llamar "Tommy No 1".
Su debut en la pequeña pantalla fue en un papel secundario en la miniserie de la BBC Band of Brothers (2001) de Steven Spielberg, encarnando a un soldado estadounidense altamente sexual, que llegaba de relevo al regimiento de paracaidistas en Europa a finales de la Segunda Guerra Mundial. En el cine debutó con la doble oscarizada película Black Hawk Down (2001) del director Ridley Scott en la cual era uno de los Rangers que llegaba a socorrer a un grupo de soldados de élite que era atacado en Mogadiscio, en plena misión de paz de las Naciones Unidas. Tom no paró de suplicarle al director que le permitiese rodar para la película, la escena en la que su personaje ardía en llamas sin especialistas ni dobles «sentí que volví a nacer» afirmó Tras ella, grabó la película británica Legion of Honor (2002), también conocida como Deserter, donde encarna al legionario belga Pascal Dupont en una guerra civil en Argelia.
Hardy no solo protagonizó obras de teatro, sino que creó "Shotgun", una compañía de teatro independiente junto con el director Robert Delamere y dirigió una obra titulada Blue on Blue, escrita por su padre Chips Hardy para la compañía, recreada en el Tristan Bates Theatre.Blue on Blue, es una exploración de la codependencia y los paralelismos entre discapacidades mentales y físicas.
En 2003 debutó en teatro como Skank en In Arabia We'd All Be Kings, de Stephen Guirgis, con dirección de Robert Delamere en el Hampstead Theatre. Por este trabajo fue nominado al premio Premio Laurence Olivier y recibió un Evening Standard, ambos en la categoría Actor Revelación. Ese mismo año participó en las puestas de Blod, de Lars Norén, en el Royal Court Theatre y de The Modernists, de Jeff Noon en el Crucible Theatre de Sheffield. En 2004 interpretó a Michael en Festen, versión teatral de David Eldridge de la película homónima. La obra, dirigida por Rufus Norris, estuvo en función en el Almeida Theatre entre marzo y abril. En mayo de ese año, Hardy fue dirigido nuevamente por Delamere en Roger and Vanessa en el Latchmere Theatre. Su siguiente trabajo en teatro fue en el papel de Dorimant en The Man of Mode, comedia de la Restauración de George Etherege, dirigida por Nicholas Hytner en el National Theatre.
Su despegue actoral llegó con Star Trek: némesis (2002) donde hizo de Pretor Shinzon, el clon del Capitán Picard. Señalar que en aquella época todavía no firmaba como Tom Hardy, y aparece en los créditos como Thomas Hardy. Realizó un papel secundario en María Antonieta, de la directora Sofia Coppola, y en 2008, apareció como el matón gay Bob en la película RocknRolla del director Guy Ritchie, también grabó la película Sucker Punch (2008). También apareció en el drama criminal The Reckoning (2003), interpretando a un miembro de un grupo de teatro ambulante del siglo XII; en el thriller romántico Dot the i (2003), interpretando a uno de los dos amigos del protagonista; en la película de terror LD 50 Lethal Dose (2003), donde da vida a uno de los animalistas que se cuela a un laboratorio para liberar a un activista encerrado y en el thriller EMR (2004) encargando a un chico enganchado a una droga de diseño; en el drama criminal Layer Cake (2004) protagonizada por Daniel Craig, donde Hardy interpreta al miembro de una pandilla. Protagonizó la película de fantasía y terror Minotaur (2006) encarnando a un joven que debía rescatar a su amada, una de las ofrendas humanas al minotauro. Protagonizó el drama televisivo de ciencia ficción A for Andromeda (2006) cuyo papel era el de un astrónomo que captaba una señal del planeta Andrómeda donde se daban instrucciones matemáticas para la creación de un ordenador. Obtuvo un papel en la comedia dramática romántica Scenes of a Sexual Nature (2006) donde interpretaba a un chico que intentaba alegrar a una alterada mujer que recién había discutido en el parque con su pareja. Interpretó al antagonista sádico Pierre Jackson en el drama criminal de horror WΔZ (2007), pronunciado w Delta z, protagonizada por Stellan Skarsgård.
Hardy recibió una nominación al BAFTA como mejor actor por su conmovedora interpretación de Stuart Shorter en la adaptación de la BBC para la televisión británica junto con Benedict Cumberbatch de la biografía de Alexander Masters, Stuart: A Life Backwards (2007). Aclamado por su carácter transformador en la actuación, Hardy fue elogiado por su interpretación emocional y físicamente convincente en la desafortunada y afectuosa historia de Shorter. Una actuación espléndida por parte de Hardy, muy aclamada por la crítica,dejando una interpretación de un hombre con distrofia muscular, atormentado y con delirios, pero lleno de humor y de sabiduría. Hardy tuvo que deshacerse de 12,5 kg para interpretar al personaje. En el filme, el escritor Alexander Masters (Cumberbatch) conoce al inestable Stuart (Hardy), un alcohólico sin hogar, y decide relatar la historia de su vida a la inversa.En el mismo año, encarnó a Bill Sikes en la miniserie de 5 episodios para la cadena de televisión BBC británica Oliver Twist (2007), obteniendo buenas críticas por su interpretación.

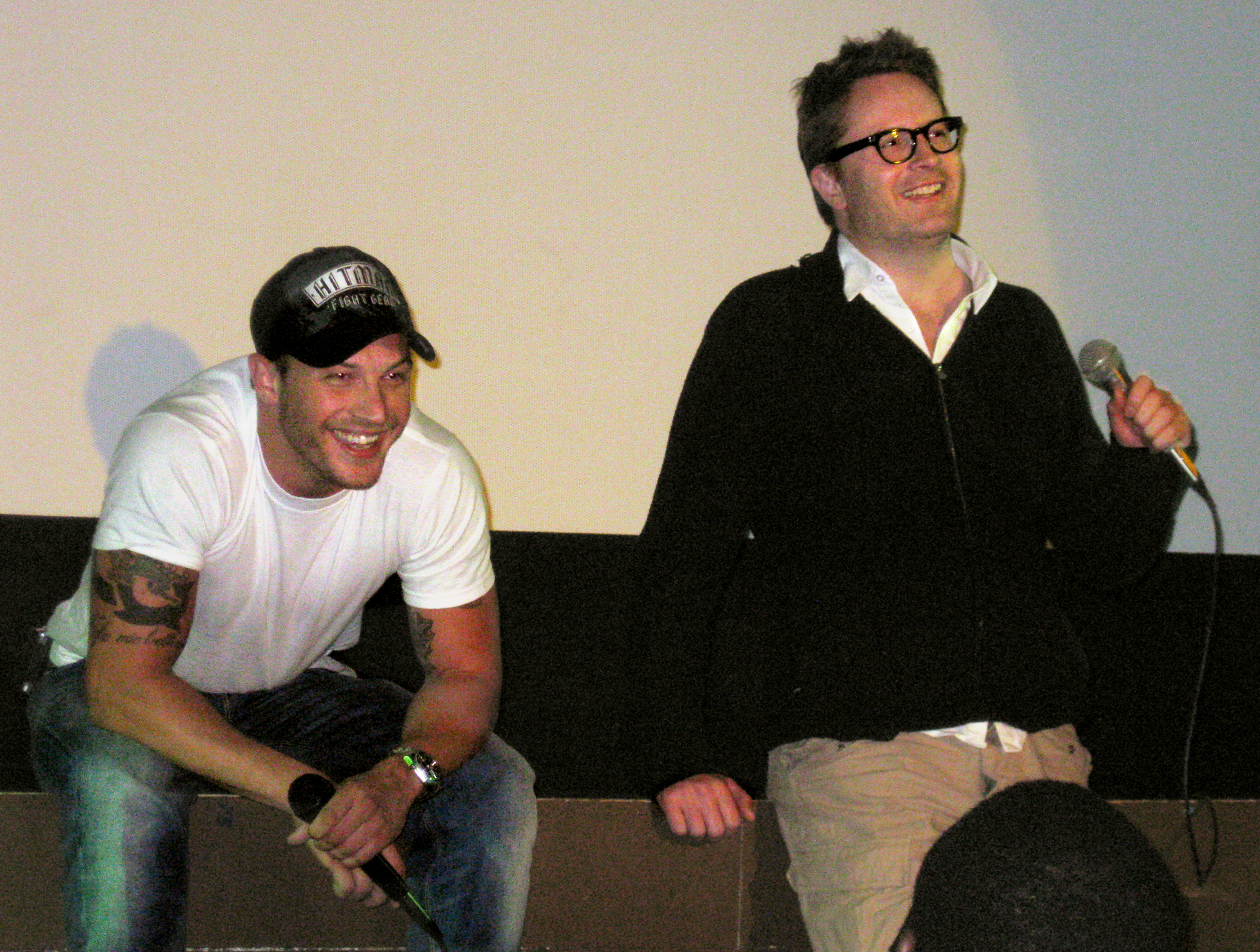
Tom Hardy y el director de Bronson Nicolas Winding Refn en 2009 durante el preestreno de la película

En 2009 protagonizó Bronson, la actuación del personaje mezcla una brutalidad aterradora, un espectáculo de vodevil, un humor irónico y una cantidad alarmante de compromiso, trabajo por el que recibió el premio Premio de Cine Independiente Británico al Mejor Actor. La actuación llamó la atención de Hollywood, y en 2009, Hardy fue nombrado uno de los "10 actores a seguir" de Variety. Ese año, continuó recibiendo elogios por su papel protagonista del sociópata Freddie Jackson en la serie The Take (2009), un gánster recién salido de prisión y que intentaba volver a la acción, teniendo a su familia dividida por sus decisiones en una adaptación en cuatro partes de la novela policíaca más vendida de Martina Cole. Así como por su interpretación de Heathcliff en una versión de Wuthering Heights (2009) para la televisión británica. También interpretó al personaje Michaels en un papel de un policía novato que andaba tras los pasos de dos ladrones de joyas en la película The Code (2009), también conocida como Thick as Thieves protagonizada Morgan Freeman y Antonio Banderas.

### Década del 2010
En 2010 participó en la obra de teatro The Long Red Road, dirigida por Phillip Seymour Hoffman en el Goodman Theatre de Chicago.

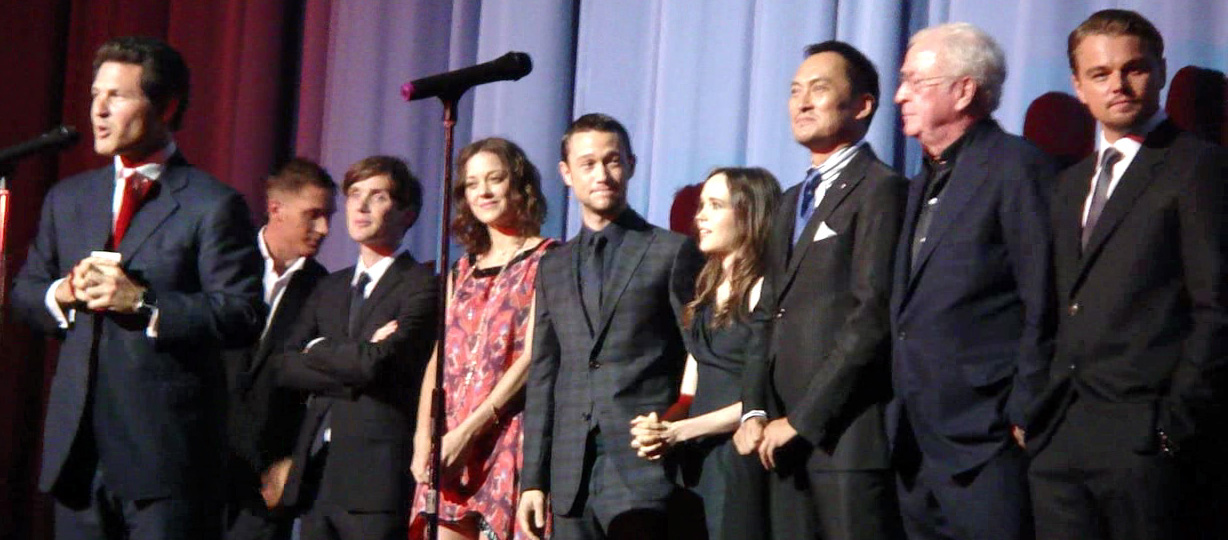
El elenco de Inception en la premier en julio de 2010, presentado por Josh Berger. De izquierda a derecha: Tom Hardy, Cillian Murphy, Marion Cotillard, Joseph Gordon-Levitt, Elliot Page, Ken Watanabe, Michael Caine y Leonardo DiCaprio.

Es discutible que la película Inception (2010), de Christopher Nolan, pueda calificarse realmente como "la película revelación de Tom Hardy", teniendo en cuenta que hasta esa fecha, ya había trabajado con Steven Spielberg, Sofia Coppola y Guy Ritchie. Pero Origen (Inception) es, sin duda, la demostración del talento hacia industria. La película se estrenó en julio de 2010 y se convirtió en una de las 25 películas más taquilleras de todos los tiempos, acumulando ocho nominaciones al Óscar. En la cinta Hardy interpreta a Eames, un hombre que podía adquirir la forma física de otras personas en los sueños, con el fin de manipular sus historias en el inconsciente.
Al año siguiente recibió el Orange Rising Star Award, y participó en el drama de misterio Tinker Tailor Soldier Spy (2011), adaptación cinematográfica de la novela El topo de John le Carré, dando vida a un agente británico que ponía en riesgo su carrera y su vida al enamorarse de la esposa de un homónimo ruso.Protagonizó el drama deportivo y humano Warrior (2011), dando vida a un luchador de artes marciales mixtas, conocido como MMA, recibiendo excelentes críticas por su interpretación de Tommy Conlon «una auténtica bestia física herida». Hardy redujo un 15% de grasa corporal y ganó la friolera de 20 kg de músculo utilizando el método de "señalización", en el que su ex entrenador de los marines estadounidenses Patrick "Pnut" Monroe distribuía el ejercicio y los entrenamientos cortos en ráfagas a lo largo del día.
Hardy también es productor de cine y televisión. Dirige junto a su padre Chips Hardy la productora multimedia HS&B - Hardy Son & Baker con sede en Londres. Hardy Son & Baker se creó en 2012 con el objetivo de crear películas, televisión y documentales.
También protagonizó junto a Chris Pine y Reese Witherspoon, la comedia romántica de acción This Means War (2012), en el que era un Agente de la CIA que se disputaba con su compañero el amor de una chica. Durante el rodaje de la película no se sintió cómodo interpretando al personaje, al declarar: “Acepté porque era la primera película diferente a mis personajes más oscuros. No entendía cómo puedes hacer algo tan divertido y sentirte tan horrible. Probablemente nunca volveré a hacer una comedia romántica“, confesó Hardy.
Encarnó al villano Bane en The Dark Knight Rises (2012), un hombre criado en cautiverio que soñaba con destruir a Batman y, de paso, hacer volar la Ciudad de Gotam, en la última entrega de la trilogía dirigida por Nolan. Para la película, Tom engordó 20 kilos de músculo y grasa en tres cortos meses para perfeccionar el aspecto, dejando en legado al villano más dominante físicamente de todos los tiempos. Trabajó mucho en la voz de Bane, combinando lo físico con un perfecto dominio del habla, y actuó todo el tiempo con una máscara que proporciona al personaje un gas analgésico llamado Venom para aliviar el dolor que sufre por las heridas sufridas en el pasado.
El físico amenazante y la voz revuelta de su personaje, se convirtieron en un punto de discusión importante cuando se estrenó para algunos fanes de la saga, pero la audiencia reaccionó favorablemente. Tom ganó prominencia en Estados Unidos después de interpretar a Bane, mostró a la industria cinematográfica su capacidad para experimentar con sus acentos y dar a sus personajes la sensación adecuada. Aunque no se puede ver su rostro en este supervillano de Batman, Tom hace un trabajo fenomenal al transmitir a la audiencia lo que siente mediante su poderosa voz, el uso de su cuerpo y la mirada. También protagonizó junto con Shia LaBeouf y Gary Oldman el drama criminal Lawless 'Sin Ley' (2012), interpretando al personaje de Forrest Bondurant, un vendedor de alcohol ilegal durante la Ley seca.
En Locke (2013) donde Tom interpreta al ingeniero de construcción Ivan Locke, que debe salir de la ciudad para solucionar un error que cometió hace un año y que le podía costar su trabajo y su familia. Podría decirse que esta interpretación es el clímax como actor de Hardy, pues versiona a un hombre en un momento crítico de su vida. Es el único actor que aparece en pantalla, los demás son solo voces en el teléfono. La película se desarrolla en el transcurso de una noche y está ambientada en un automóvil, en un viaje de 90 minutos por la Autopista M1, de Birmingham a Londres, que se recreó en la North Circular Road para la película. La filmación comenzó el 18 de febrero de 2013 y duró solo ocho noches, con tres cámaras digitales Red Epic montadas en la cabina de un BMW X5. La película se presentó fuera de competición en el 70.º Festival Internacional de Cine de Venecia. La película recibió críticas positivas, al igual que la actuación de Hardy; el Chicago Tribune escribió: "Locke" es un acto de un solo acto, y Tom Hardy es su talentoso solista", o "brillante en todos los papeles". Afianzando uno de los rasgos más increíbles que posee, que es su humildad y su capacidad para entregarse a su personaje que interpreta. En Rotten Tomatoes la valoración de la película es del 91%.Junto con James Gandolfini protagonizó la película dramática The Drop (2014) interpretando a Bob Saginowski, un camarero de Brooklyn que lleva su negocio y, a la vez, esconde el dinero que la mafia gana durante las apuestas, usando su bar como tapadera, Su actuación en el papel de Bob fue elogiando en varios medios.

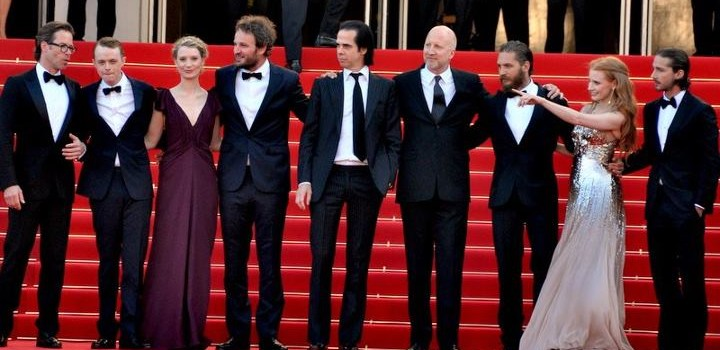
El elenco de Lawless en el Festival de Cine de Cannes en 2015. De izquierda a derecha: Guy Pearce, Dane DeHaan, Mia Wasikowska, Jason Clarke, Noah Taylor, John Hillcoat, Tom Hardy, Jessica Chastain y Shia LaBeouf.

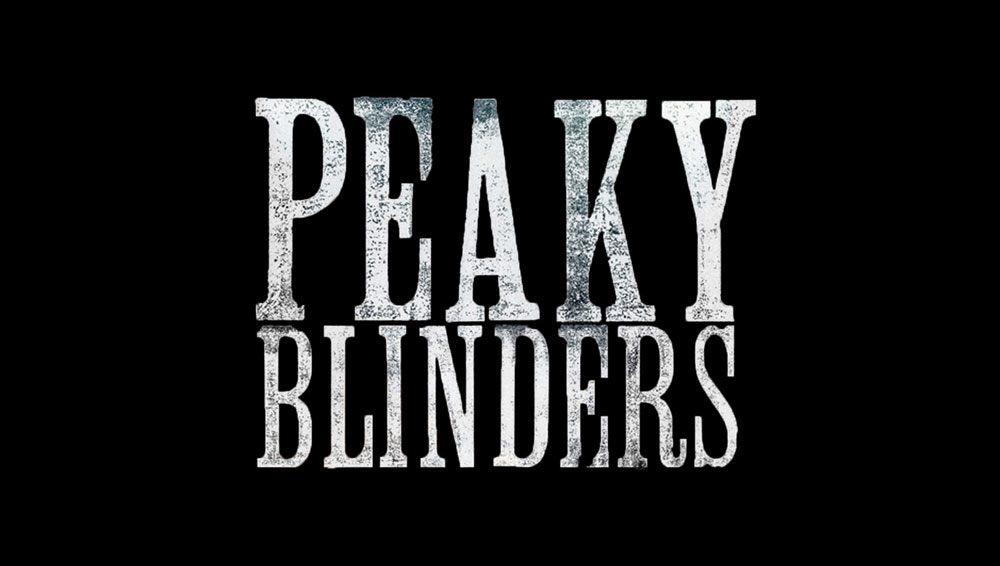

En 2014, en la segunda temporada, y posteriormente en la siguientes temporadas de la serie, destacar su papel del judío ganster Alfie Solomons en la serie dramática histórica de la BBC Peaky Blinders, con su personaje recurrente junto con Cillian Murphy de protagonista, entró a formar parte del elenco y causó un impacto absoluto con su actuación.
Regresó a la escena junto con Leonardo DiCaprio en The Revenant (2015), un thriller ambientado en el gélido invierno de 1823 en las Montañas Rocosas de América del Norte, donde interpreta al despiadado trampero John Fitzgerald, el antagonista, que atrapa a la audiencia con los instintos humanos más básicos. Una vez más, Hardy muestra su talento al adaptar su potente voz a la de un estadounidense occidental. La brillante actuación de DiCaprio como Hugh Glass no opaca a Hardy. La película, dirigida por Alejandro González Iñárritu, está basada en la novela homónima de Michael Punke. El rodaje se realizó entre septiembre de 2014 y agosto de 2015 en Canadá, Estados Unidos y Argentina, siempre con luz natural y muchos grados bajo cero. El actor reemplazó a Sean Penn, previamente considerado para el papel, Hardy a su vez tuvo que renunciar al papel de Rick Flag en The Suicide Squad debido a la prolongada filmación. La película se estrenó en los cines en diciembre de 2015. Por su actuación, Hardy fue elogiado por la crítica, por lo que recibió una nominación para un Premio de la Academia en 2016 al Oscar al Mejor Actor de Reparto, por un papel en el que Hardy se funde y desaparece, dejándose llevar por la historia, viviendo los instintos de un personaje con un entusiasmo casi bestial hasta la última gota de sudor.
En 2015, Hardy protagonizó otras cuatro películas. Fue protagonista de la cinta distópica Mad Max: Fury Road (2015) presentada en el Festival de Cannes, donde interpreta el papel de Max Rockantansky, que encarna a un hombre solitario que se siente obligado a ayudar a escapar por el desierto a las novias del horripilante jefe de La Ciudadela. La película fue un éxito de taquilla, recaudó más de $377 millones, y fue aclamada universalmente por críticos que la llamaron "la mejor película de acción de la historia", mientras que el Instituto Estadounidense del Cine la incluyó entre las diez mejores películas del año. El actor afirmó haber tenido problemas en el set, tanto por el aislamiento como por la aparente falta de guion. La película, de 10 nominaciones, recibió 6 premios Oscar en la edición de 2016.

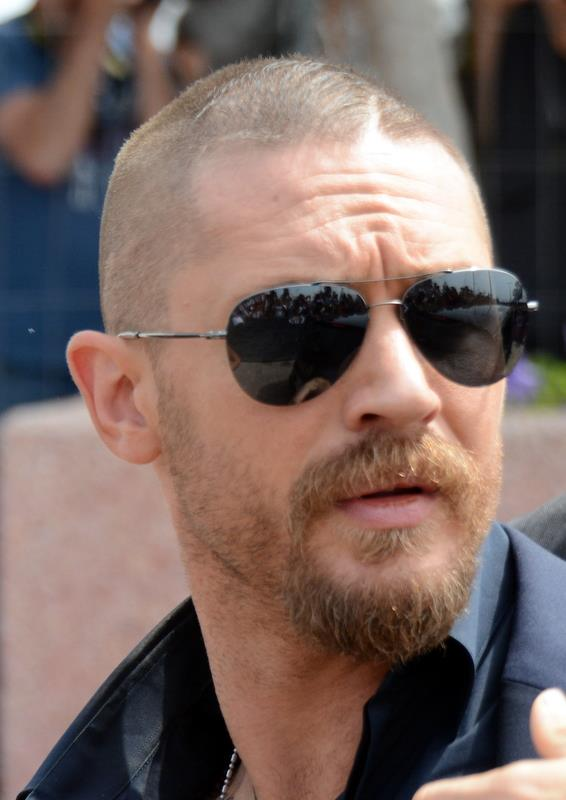
Tom Hardy en el Festival de Cine de Cannes en 2015.

Actuó junto a Noomi Rapace y Gary Oldman en el thriller Child 44 (2015), donde interpreta a Leo, un agente del KGB que investiga la muerte de niños durante la época stalinista. Ambientada en Rusia en la década de 1950, Leo tendrá que intentar resolver los casos que tuvieron lugar cerca de estaciones de tren.
También aparece en dos escenas de la aventura musical de misterio London Road (2015), una película basada en el musical del mismo nombre de Alecky Blythe y Adam Cork, y en el thriller Legend (2015). En este último film, Hardy hace gala de su talento como actor al personificar a los infames gemelos Ronald y Reginald Kray, conocidos por ser dos de los gánsteres más violentos y destructivos en la historia de Inglaterra en las décadas de 1950 y 1960. Por medio de una violencia extrema para obtener lo que querían, controlaron los clubes nocturnos de la capital inglesa. La película, dirigida por Brian Helgeland, se estrenó en los cines de EE. UU. en el mes de octubre de 2015. Hardy, quien también se desempeña como productor ejecutivo, se lesionó gravemente el tobillo durante una escena de pelea durante el rodaje.Por esta actuación, el actor recibió críticas positivas como Peter Travers, que escribió para la revista Rolling Stone: «Parece estúpida, y a menudo lo es. Sin embargo, Tom Hardy es un espectáculo». O Liz Braun, quien dijo en el periódico Toronto Sun: "No le falta emoción, la más grande es la doble interpretación de Tom Hardy". Hardy recibió otro premio BIFA a Mejor Actor por su doble papel.

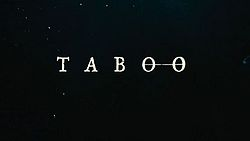

Tras un año de descanso, en 2017, produjo y protagonizó la serie Taboo, que creó junto a su padre Chips Hardy y Steven Knight, bajo el nombre de la productora Hardy, Son & Baker y junto con Ridley Scott. Emitida por BBC One en Reino Unido, por FX en Estados Unidos y por HBO en España, el formato de 'Taboo' nos adentra en el Londres sucio, grisáceo y decadente de principios del s.XIX presentándonos a James Delaney, un hombre dado por muerto en el naufragio de un navío de la Compañía de las Indias Orientales que regresa a la capital británica justo en el momento en que su padre fallece para encontrarse con una herencia que servirá de constante McGuffin durante el desarrollo de la temporada: una pequeña porción de tierra en el nuevo mundo.
En la película bélica Dunkerque (2017) ambientada en la Segunda Guerra Mundial, volvió a trabajar con Christopher Nolan por tercera vez interpretó al piloto Farrier, donde aparece surcando el cielo de las playas de Dunkerke sobre los mandos de un Supermarine Spitfire y disparando con la ametralladora Browning M1919. Desde finales de 2015, estaba confirmada su actuación en la película, pero previamente, Nolan tuvo que convencer a Hardy, para que aceptara el papel, ya que el tipo de rodaje no convencía a Hardy, ya que las escenas en el avión se filmaron en una cabina con soporte pivotante de suspensión Cardán o Gimbal, tecnología que Hardy descarta en sus papeles; «No escribo con actores en mente, pero una vez acabé el guion, solo podía ver a Tom en el papel. Así que le llamé y le supliqué... pero de una manera digna» afirmó Nolan.
Hardy fue escogido para interpretar al periodista y motociclista Eddie Brock, así como, gracias a la magia del CGI, a Venom, un simbionte alienígeno que habita el cuerpo de Brock, el adversario más emblemático de Spider-Man en la película en Venom (2018.) Fue la primera película que se estrenó bajo en el Universo Marvel de Sony (UMS). El trabajo de Hardy fue doble en esta producción: arrancar el nuevo universo UMS y demostrar que tenía lo necesario para llevar una superproducción de superhéroes por sí solo como protagonista.También participó en la producción. La película se estrenó en los cines el 4 de octubre de 2018 y fue un gran éxito con audiencias en todo el mundo que recaudaron 855 millones de dólares, contra un presupuesto de 213,5 millones.En la descripción oficial de Sony Pictures, se anuncia la llegada a la pantalla de «uno de los personajes más enigmáticos, complejos y rudos [badass] de Marvel», adjetivos que no desentonarían en casi ningún otro personaje que haya interpretado, ya que tiene algo en particular y es su carácter dual, su condición de estar definido por la relación entre un huésped, el reportero Eddie Brock, y un simbionte alienígena que deben compartir un mismo cuerpo, haciendo con ello, una interpretación compleja, y que Venom no es ni Eddie Brock ni el simbionte, si no una tercera entidad que es producto de la combinación de ambos, un híbrido. «Tú eres Eddie Brock. Yo soy el simbionte. Juntos somos Venom» explicó el director Fleischer. Es una película desacertada para críticas generales, pero con un actor protagonista que disfruta poniendo caras, gritando e incluso demostrando que sabe ser un comediante de slapstick en la cumbre de su diversión profesional. Hardy buscó inesperadas inspiraciones para diferenciar a Eddie Brock y al simbionte en su interior, particularmente a la hora de definir la voz y la manera de hablar de cada uno de ellos, ya que reveló que imaginó a Eddie Brock como una insólita combinación de Woody Allen con el famoso luchador Conor McGregor: «una tortuosa neurosis pero también algo de bravuconería». Para el simbionte, en cambio, puso «voz de lagarto» inspirada en James Brown y en raperos de los 90 como Redman o Method Man.

### Década de 2020

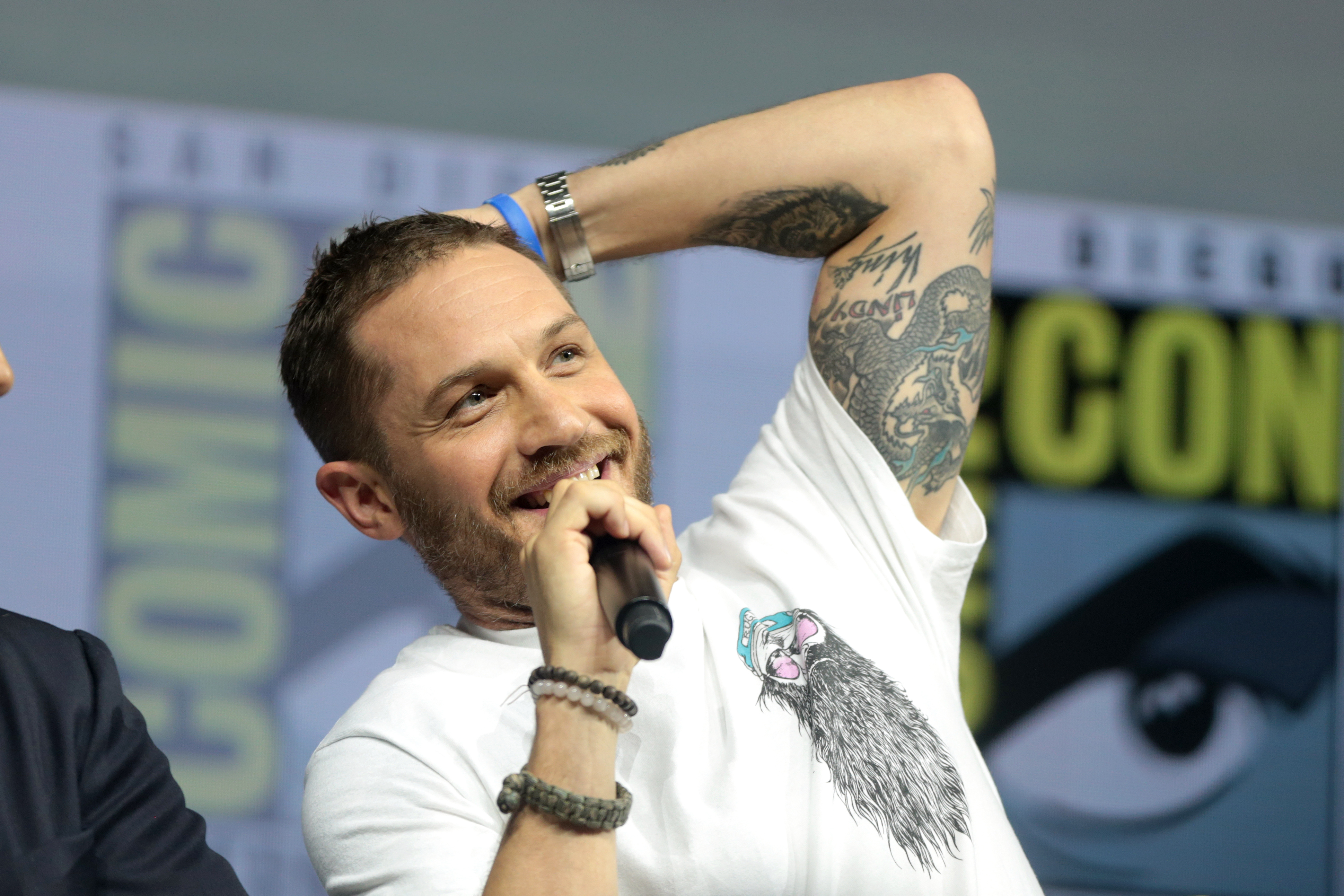
Tom Hardy hablando en la San Diego Comic Con International de 2018, para Venom en el Centro de Convenciones de San Diego en San Diego, California.

Hardy inició la década con las consecuencias en el panorama del cine de la Pandemia de COVID-19. Desempeñó el papel del mafioso Al Capone en la película dramática Capone (2020), dirigida por Josh Trank. Película con críticas favorables hacia Hardy, con un actor totalmente entregado a un papel extremo, desbordante y con un omnipresente puro.La película estaba anunciada desde 2016 bajo en nombre de Fonzo, pero no fue hasta 2019 cuando se realizó su rodaje y su posterior cambio de título. Finalmente se estrenó en plataformas digitales sin pasar por las salas de cine debido a la pandemia.
En 2021 debuta como guionista en un largometraje oficialmente con la secuela Venom 2: Let There Be Carnage (2021). Esta ver Hardy no solo como actor protagonista, sino también como productor y coescritor de la película junto con Kelly Marcel y escogiendo él directamente a dedo al director Andy Serkis, por ser reconocido por su trabajo en la tecnología de captura en movimiento. La película fue preestrenada para los fanes el 14 de septiembre de 2021 en Cineworld de Leicester Square en Londres y estrenada en el mes de octubre del 2021 a nivel mundial.Venom: Let There Be Carnage o también conocida como Venom 2, continúa los eventos de la primera entrega, con Eddie y el simbionte convertidos en los protectores de San Francisco, pero que deben luchar para aprender a trabajar juntos. Pero todo se complica cuando Cletus Kasady, interpretado por Woody Harrelson, obtiene a su propio extraterrestre y forman a Carnage. Las figuras del Quijote y Sancho de Cervantes y su célebre novela, han servido de inspiración para la película que cuenta con una pequeña referencia, ya que, según explica Hardy en una entrevista, la pareja formada por Quijote y Sancho y la de Eddie y Venom comparten la misma esencia «Los dos eran seres muy diferentes. Uno es un realista y otro un fantasioso, pero siguieron yéndose de aventuras juntos porque coexistían el uno con el otro», relató Hardy. Durante el rodaje de Venom: Let There Be Carnage, Hardy se inventó métodos para poder hacer las escenas en las que el simbionte interactuaba con Eddie; pues cuando ambos personajes se separan para poder hablar entre ellos, Hardy se grababa las líneas de diálogo del simbionte y se las reproducía con un auricular colocado en su oído para poder seguir la conversación que, en realidad, estaba teniendo él mismo en solitario en rodeado de un croma, o hacía ruidos con su boca imitando los sonidos de los golpes que daban tanto Eddie como Venom para poder seguir el ritmo de la escena. Para 2024, protagonizó la tercera y última película de la Trilogía de Venom, Venom: The Last Dance (2024) de Universo Marvel de Sony (UMS), con un salario de 20 millones.
En 2024, estrenó la película dramática estadounidense The Bikeriders (2024) dirigida por Jeff Nichols y grabó en Gales la película Havoc (2024), un proyecto directo para Netflix; una historia sobre el detective Walker, que rescata al hijo de un político mientras destapa una red de corrupción en la ciudad dirigida por Gareth Evans.

## Interpretación, método y voz

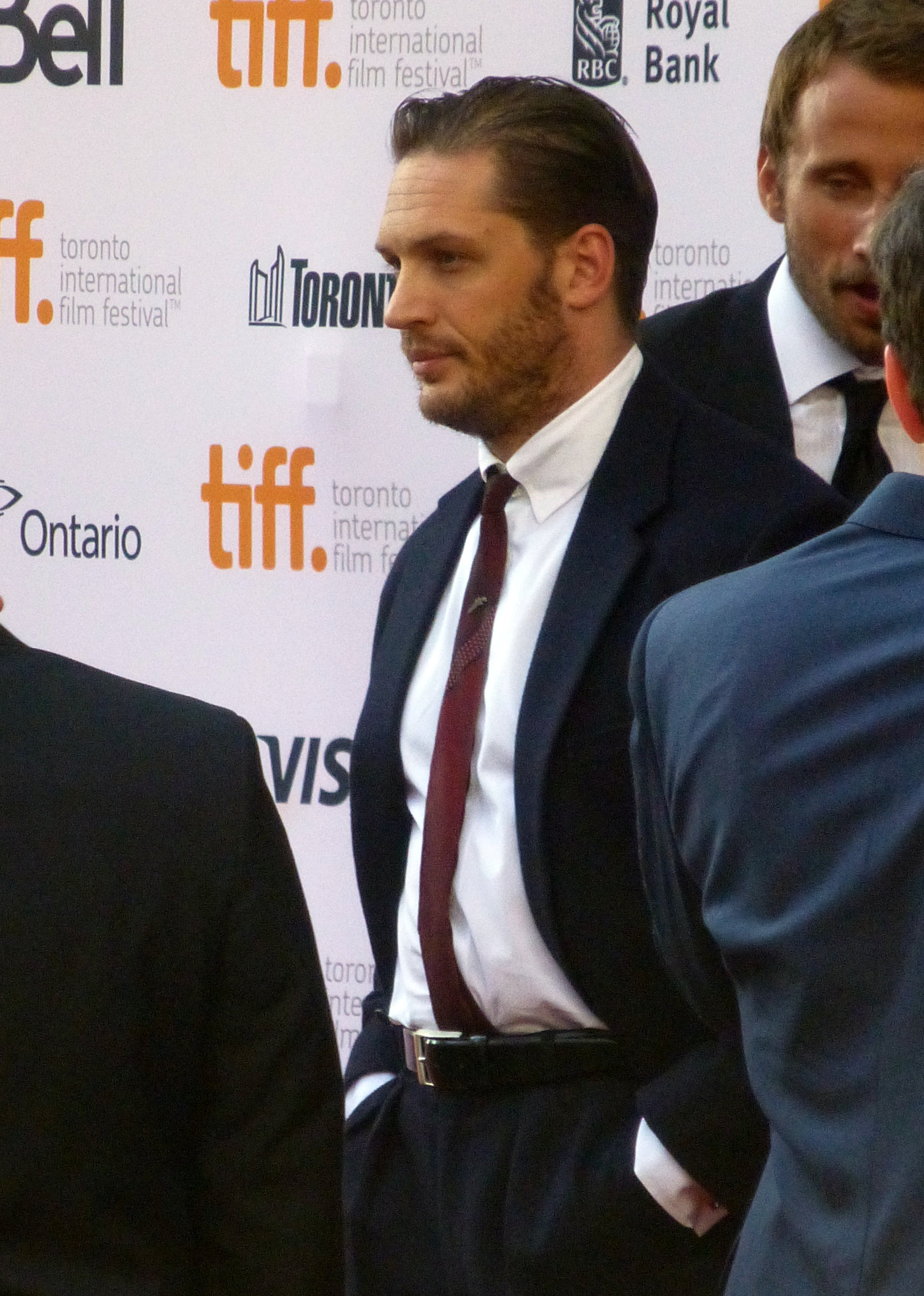
Tom Hardy en el estreno de The Drop, en el Festival de Cine de Toronto de 2014.

Hardy es un actor de método, cambiante y sorprendente con su elección de papeles nada triviales lejos del mainstream. Es un actor que utiliza su físico, su voz, su diversidad de acentos en el habla para interpretar a personajes problemáticos y complejos.
Su voz es su principal fortaleza como actor; Le pone intensidad, cambia de dialecto y el tono en cada rol e incluso la transforma, un rango vocal del que pocos pueden presumir.
Es considerado un actor de método, y toma inspiración en personas reales para sus interpretaciones. No sólo tiene una fuerte presencia detrás de las cámaras, sino que delante de ella transmite un magnetismo que hace que no le puedas quitar el ojo cuando está en pantalla, en conjunto, con la capacidad de transformarse por completo en cada personaje.
Tom siempre ha sido un actor cambiante, camaleónico y sorprendente con la elección de papeles, añade intensidad y trasforma su cuerpo para adaptarse, un actor hiperbólico y robaplanos que “no necesita ni hablar. Así pulverizó a DiCaprio en 'Origen' e hizo desaparecer a Gary Oldman en 'El Topo'». “Es sólo el último de una estirpe de actores superdotados que no quieren nada más allá de las claquetas y los escenarios. Cumplen con el ritual de la promoción y basta. Ellos no han venido aquí a por la fama. Ellos han venido aquí por el veneno de actuar.» Lo comparan con el actor Marlon Brando o con Robert DeNiro en sus inicios, por su intensidad, calidad, y en su evolución bajo el peso de la fama, a la que responden encerrándose en sí mismos.

“Interpreto personajes que no soy, que me asustan. Es más fácil imitar lo que me asusta que lo que me reconforta. La articulación de la sensibilidad está más cerca de lo que soy.”.
Tom Hardy.

El director Christopher Nolan totalmente fascinado con sus interpretaciones, confiesa “siendo Tom, lo que consigue con un solo ojo va mucho más allá de lo que cualquier otro actor puede lograr con todo su cuerpo». “Es un talento único, es extraordinario», ya que Nolan tapa la cara a Hardy en sus películas con máscaras, tapando la boca o con parte de su cara cubierta. “Estaba encantado con lo que hizo en ‘El caballero oscuro: La leyenda renace’ con dos ojos, un par de cejas y un poco de frente» “Tom es alguien especial, alguien que sabe poner su personaje en cada gesto, en cada uno de sus movimientos, en su físico, como solo saben hacerlo los grandes. Alguien que no teme parecerse a su personaje por dentro y por fuera, en lo físico y en lo psicológico”, le describe Nolan. El actor Woody Harrelson también declaró su admiración por Hardy, afirmando  «Fue estupendo. Me encanta trabajar con Tom Hardy. Cuando le vi por primera vez como actor pensé 'por fin tenemos al nuevo Marlon Brando'. Decir esto es algo muy gordo, pero verdaderamente pienso que tiene esa clase de talento.»

## Trabajo filantrópico

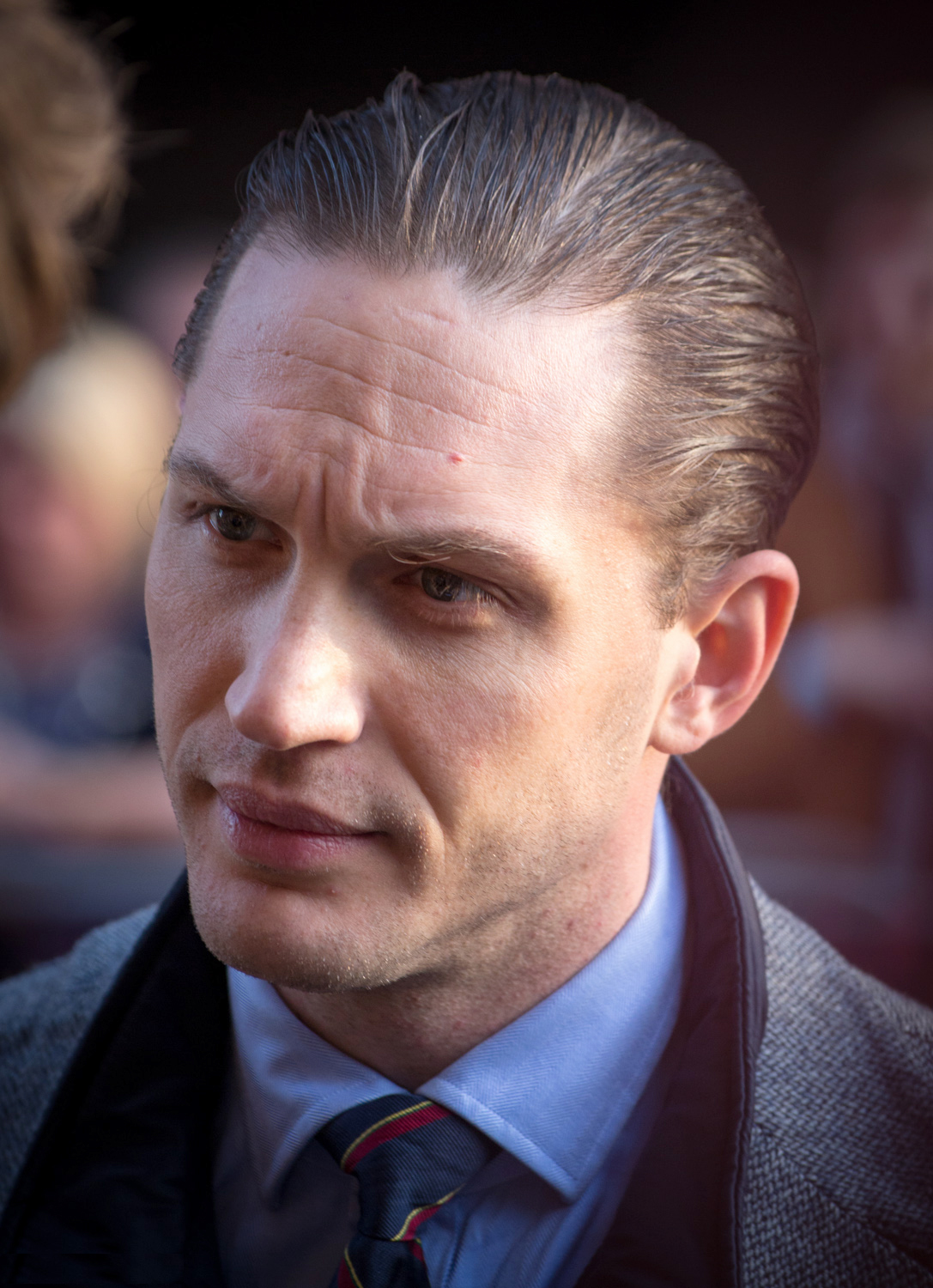
Hardy en abril de 2014.

Tom Hardy a lo largo de su vida ha apoyado varias causas referente a los animales y enfermedades terminales y mentales. Es embajador de The Prince's Trust desde 2010, una organización benéfica para jóvenes del Reino Unido que brinda capacitación, desarrollo personal, apoyo para la creación de empresas, tutoría y asesoramiento. Embajador del Bowel Cancer Uk junto con Charlotte Riley desde 2012. En 2013 protagonizó y produjo un documental titulado Poaching Wars with Tom Hardy (Tom Hardy contra la caza ilegal) para su emisión en el canal Animal Planet en el que muestra la realidad de la caza furtiva en África. El documental consta de dos episodios de 60 minutos, en el que Hardy viaja a Sudáfrica, Botsuana y Tanzania para destapar el por qué de la caza furtiva en rinocerontes y elefantes. La propia productora de Hardy, "Hardy, Son & Baker" es la que realiza toda la producción del documental con el objetivo de llamar la atención sobre la matanza sin sentido de la vida silvestre en peligro de extinción en África. En los Invictus Games en septiembre de 2014, celebrados en Londres, él junto con otros artistas y atletas, leyó el poema "Invictus" en un video promocional. En diciembre de 2015 se unió a su propia iniciativa Decembeard, que insta a las personas a no afeitarse en diciembre, "Decembeard", para crear conciencia sobre el cáncer de intestino.Embajador principal de la "Fundación REORGCharity" desde diciembre de 2018. Se creó en asociación con The Royal Marines Charity con la misión de proporcionar una plataforma para que el personal en servicio y los veteranos aprendan el Jiu Jitsu, como parte de su camino de recuperación y para combatir el desafío de la salud mental y las discapacidades físicas, pues el propio Hardy es un practicante del Jiu-jitsu brasileño y ha sido visto entrenando en escuelas afiliadas al atleta marcial Roger Gracie en el propio Hammersmith.Protagonizó una campaña para el PETA Personas por el Trato Ético de los Animales contra el maltrato canino y para promover la adopción de mascotas, creando un comercial junto a uno de sus perros.Es activo en el Movimiento de liberación animal.

## Imagen pública
Hardy se ha convertido en un símbolo para toda una generación. Ha declarado públicamente que tras años de ser vegetariano, desde 2021 es vegano.
En 2013, ocupó el puesto 17 en la lista de las "100 estrellas de cine más sexys" de Empire. Fue nombrado por la revista GQ como uno de los 50 hombres británicos más elegantes.  En 2016 fue incluido por la revista Debrett como una de las personas más influyentes del Reino Unido. Hardy fue nombrado repetidamente por la revista Glamour UK en la lista de hombres más sexys, ocupando el puesto 57 en 2013, 51 en 2015, 19 en 2017 y en primer lugar en 2018. En el año 2013 pudo realizar uno de sus sueños desde la infancia, al visitar la base aeronaval de Norfolk de la Armada de los Estados Unidos en Virginia, para participar en un entrenamiento con el 31 Squadron, conocido como Goldstars, y surcar el cielo americano en un avión de combate Tornado de la RAF Marham.  El 9 de octubre de 2018 también visitó el portaaviones USS George H. W. Bush (CVN-77) en Norfolk. A principios de ese mismo año, realizó una travesía por Siberia sobre un vehículo Nissan Patrol junto con el piloto de Fórmula 1 Mika Salo a una temperatura de -56°C y -70°C mientras conducían por la carretera 'Road of Bones', desde Yakutsk, la ciudad más fría de la Tierra, hasta Oymyakon, que es el lugar habitado más frío del planeta, filmado para el programa Driven to Extremes del Discovery Channel.
En febrero de 2018 el Museo Madame Tussauds inauguró una figura de cera con los rasgos del actor. La estatua cuenta con un mecanismo que simula el latido de un corazón, que también incluye un torso suave y cálido.
El canal infantil de CBeebies, propiedad de la BBC inglesa, contrató a Tom Hardy para protagonizar las narraciones de Bedtime Stories, desde el año 2016. Hardy es uno de los narradores con más visualizaciones en los capítulos de la serie de programas de lecturas de cuentos para dormir. En 2021 fue nombrado el "invitado más popular" del programa infantil de su historia, motivo por el que regresó a Bedtime Stories en CBeebies para un especial de Nochebuena, justo a tiempo para enviar a los niños pequeños a dormir antes de la llegada de Papa Noel, con la lectura del libro para niños An Odd Dog del autor Rob Biddulph, y al siguiente día, el día de Navidad, con la historia The Christmas Pine.
Hardy también es embajador de la marca alemana de vehículos Audi. En febrero de 2021, fue el escogido para publicitar el nuevo vehículo electrónico de Audi, protagonizando la campaña de lanzamiento al mercado del Audi e-tron GT y realizando un corto en el que reflexiona sobre un mundo sostenible y cómo la humanidad debe seguir evolucionando en armonía con el planeta.
Tom también es la cara publicitaria de la marca de relojes de lujo inglesa Bremont y en 2016 prestó su voz en off para un anuncio motivador de la campaña Find your greatness (Encuentra tu grandeza) de la marca deportiva Nike.
Hardy también ha sido designado como el actor británico más querido por el público del siglo XXI. Reino Unido es uno de los países con mayor tradición cinematográfica, cuya nación ha regalado al mundo grandes talentos y franquicias. Es por eso mismo que una reciente encuesta le consultó a los británicos sobre sus estrellas favoritas, y el sondeo, a cargo de la cadena de cine inglesa, Showcase Cinemas, preguntó a miles de ingleses cuales era sus actores y actrices británicos favoritos del siglos XXI. Los resultados fueron concluyentes, que los favoritos fueron Tom Hardy como actor, junto con la actriz Judi Dench.

## Reconocimientos
Hardy ha recibido 21 premios y ha estado nominado en distintas categorías y premios en 83 ocasiones; fue nominado al Premio de la Academia al Mejor Actor de Reparto por la película The Revenant del 2015. También ganó el premio Premio BAFTA a la estrella emergente del 2011, y ha ganado dos veces el premio British Independent Film al mejor actor, por Bronson (2009) y Legend (2015).
Premios Óscar
| Año  | Categoría              | Película     | Resultado |
| ---- | ---------------------- | ------------ | --------- |
| 2016 | Mejor actor de reparto | The Revenant | Nominado  |

| Premios                                                 | Año  | Categoría          | Rol | Resultado | Ref     |
| ------------------------------------------------------- | ---- | ------------------ | --- | --------- | ------- |
| British Academy Television Craft Awards (Premios BAFTA) | 2011 | Estrella emergente | -   | Ganador   | [ 162 ] |